# Подленче (Лодзинське воєводство)
Подленче (пол. Podłęcze) — село в Польщі, у гміні Слупія Скерневицького повіту Лодзинського воєводства.
Населення — 161 особа (2011).
У 1975-1998 роках село належало до Скерневицького воєводства.

## Демографія
Демографічна структура станом на 31 березня 2011 року:
|          | Загалом | Допрацездатний вік | Працездатний вік | Постпрацездатний вік |
| -------- | ------- | ------------------ | ---------------- | -------------------- |
| Чоловіки | 78      | 13                 | 55               | 10                   |
| Жінки    | 83      | 15                 | 42               | 26                   |
| Разом    | 161     | 28                 | 97               | 36                   |